# Tangará (Santa Catarina)
Tangará es un municipio brasileño del estado de Santa Catarina. Tiene una población estimada al 2022 de 8 143 habitantes. Pertenece a la Región metropolitana de Contestado.

## Historia
La localidad se creó con la instalación de la estación Rio Bonito de la Ferrovia do Contestado. Adoptando el nombre de Rio Bonito, la localidad se emancipó como municipio en 1948 y cambió su nombre a Tangará, en alusión a una especie de ave. Gran parte de su población es descendiente alemán o italiano.